# Кассета (кинотехника)

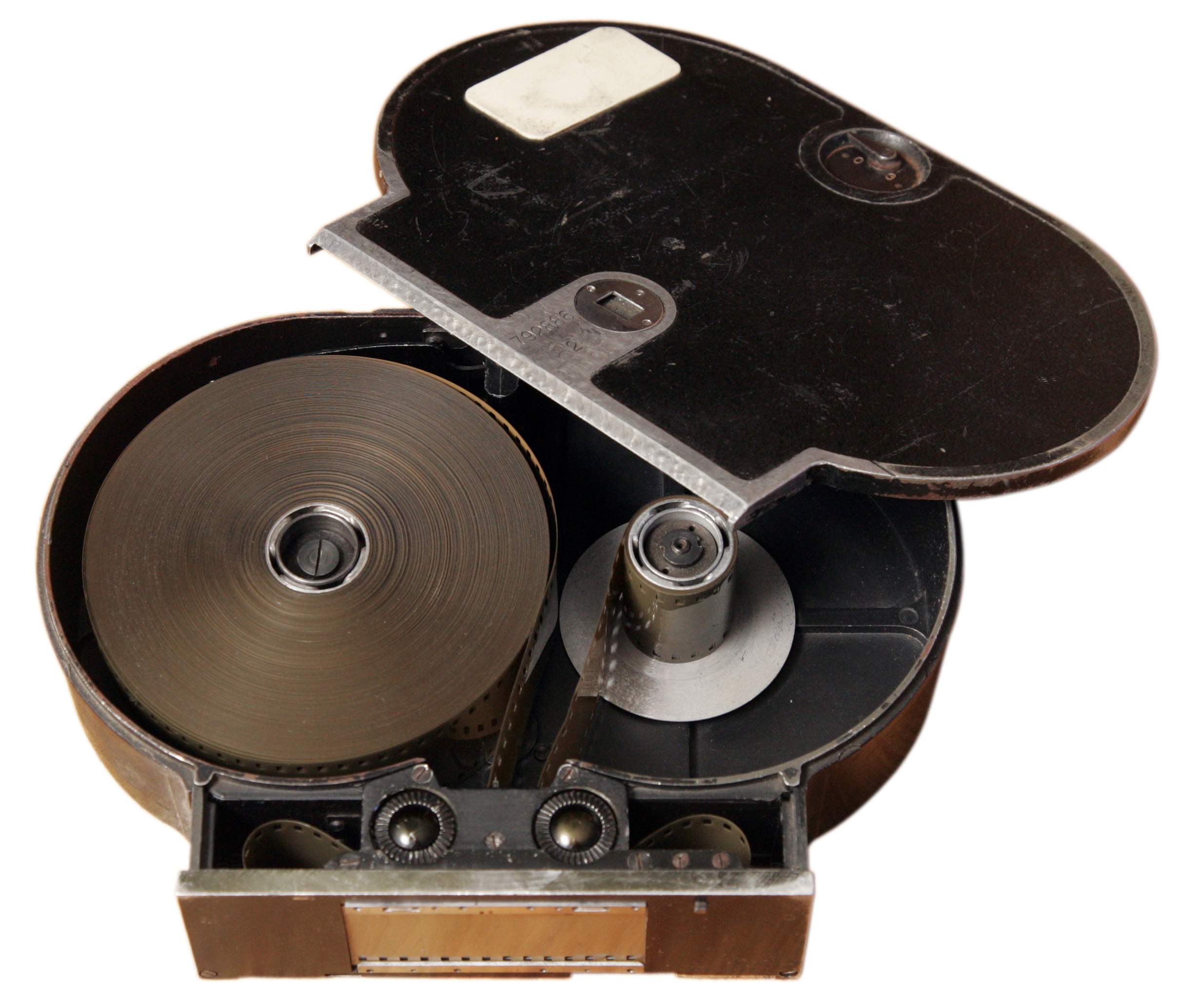
Полуторная наружная быстросменная кассета магазинного типа аппарата «Конвас-автомат», заряженная 35-мм киноплёнкой

Кассе́та — часть лентопротяжного тракта — светонепроницаемое устройство, предназначенное для быстрой перезарядки на свету светочувствительной киноплёнки в киносъёмочном аппарате. Кроме киносъёмочной аппаратуры кассеты применяются и в других видах кинооборудования, использующего светочувствительную плёнку, например, в кинокопировальных аппаратах или проявочных машинах.

## Разновидности
В зависимости от принципа размещения плёнки существует четыре основных типа кассет: одинарные, полуторные, двойные и коаксиальные.
- Одинарные кассеты размещают внутри только один рулон киноплёнки — подающий или принимающий. Они не связаны между собой и любая кассета такого типа может служить как подающей, так и принимающей. Таким типом кассет оснащаются штативные аппараты для немой съёмки и некоторые камеры с ходом плёнки в трёх плоскостях, например, «Родина»[3];
- Двойные кассеты размещают внутри оба рулона — подающий и принимающий. Как правило, каждый рулон размещен в отдельном светонепроницаемом кожухе. По сути, двойная кассета — это две совмещённых одинарных в одном корпусе. Такие кассеты считаются наиболее надёжными, но обладают самыми большими размерами из всех типов. Чаще всего встречаются в штативных синхронных аппаратах, поскольку удобны для звукозаглушающих боксов[4]. В иностранных источниках и переводах часто носят название «копланарные», как противоположность коаксиальным;
- Полуторные кассеты также размещают внутри оба рулона, но расстояние между их осями меньше, чем в двойных кассетах за счет того, что при убывании подающего рулона, освобождается место для плёнки на принимающем. Рулоны размещены в общем светонепроницаемом кожухе. Такой тип кассет более компактен, чем предыдущие два и поэтому очень распространён в ручных киносъёмочных аппаратах. В кассетах 35-мм кинокамер Aaton разработчикам удалось достичь ещё большей компактности за счёт применения сдвижной платы с осями рулонов. По мере увеличения диаметра принимающего рулона, упирающегося в специальный ролик, плата отодвигается, используя освобождающееся от подающего рулона пространство[5]. В результате размер такой кассеты лишь незначительно превышает диаметр полного рулона;
- Коаксиальные кассеты используются в аппаратах с движением плёнки в нескольких плоскостях, и в таких кассетах подающий и принимающий рулоны расположены соосно. Это наиболее компактный тип кассет: их размеры немногим больше диаметра полного рулона киноплёнки, но ширина удвоена. В профессиональном кинематографе наиболее известный пример использования коаксиальных кассет — киносъёмочные аппараты Arriflex серий 35 BL и 16SR. В любительских кинокамерах коаксиальное устройство имели кассеты Kodak K40 для киноплёнки «8 Супер». Главное достоинство коаксиальных кассет заключается в сохранении продольного центра тяжести всего аппарата по мере расхода киноплёнки. У аппаратов с двойными кассетами центр тяжести непрерывно перемещается от подающего рулона в сторону принимающего, нарушая балансировку на штативе.

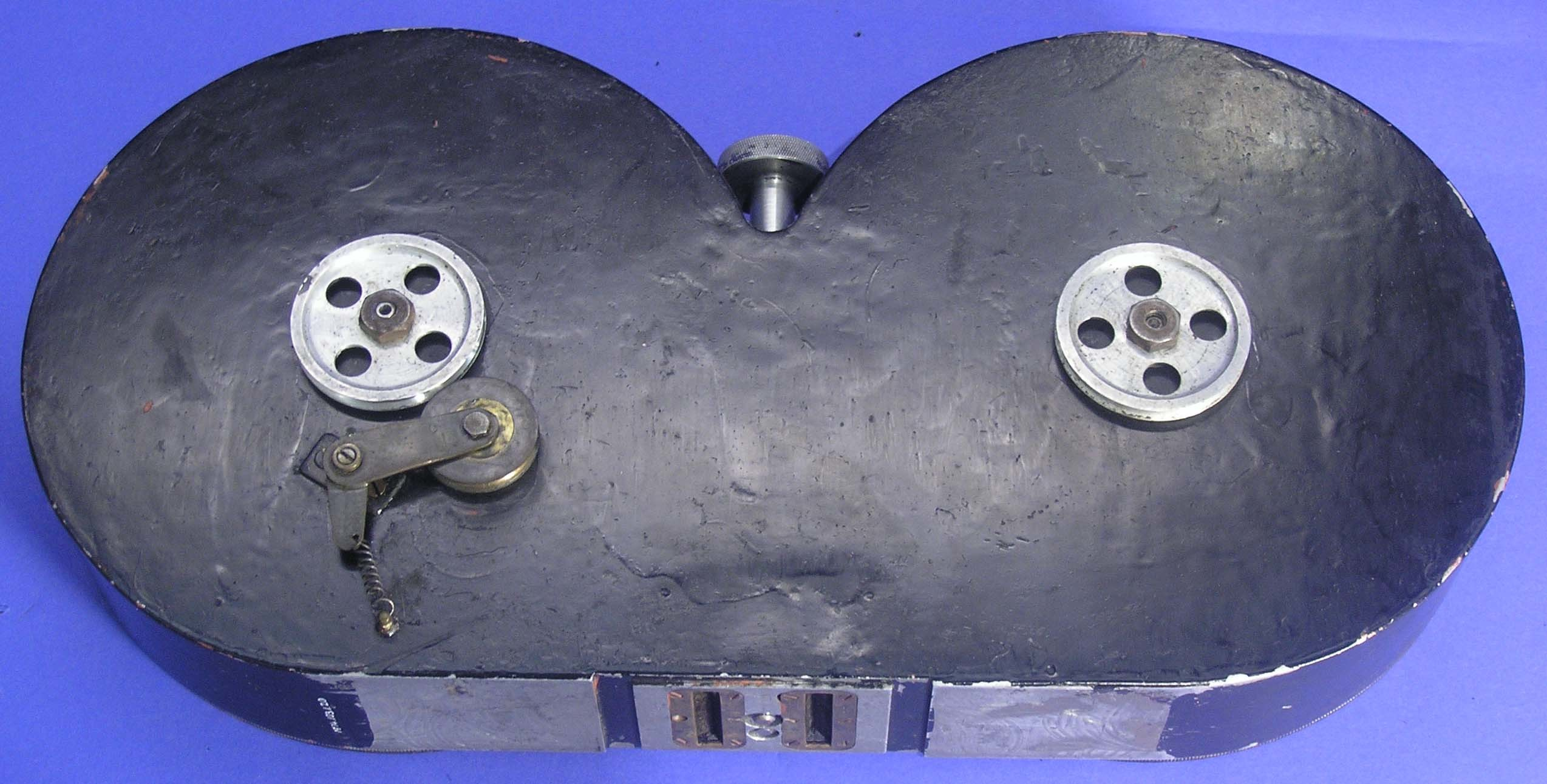
Двойная наружная кассета для 35-мм киноплёнки
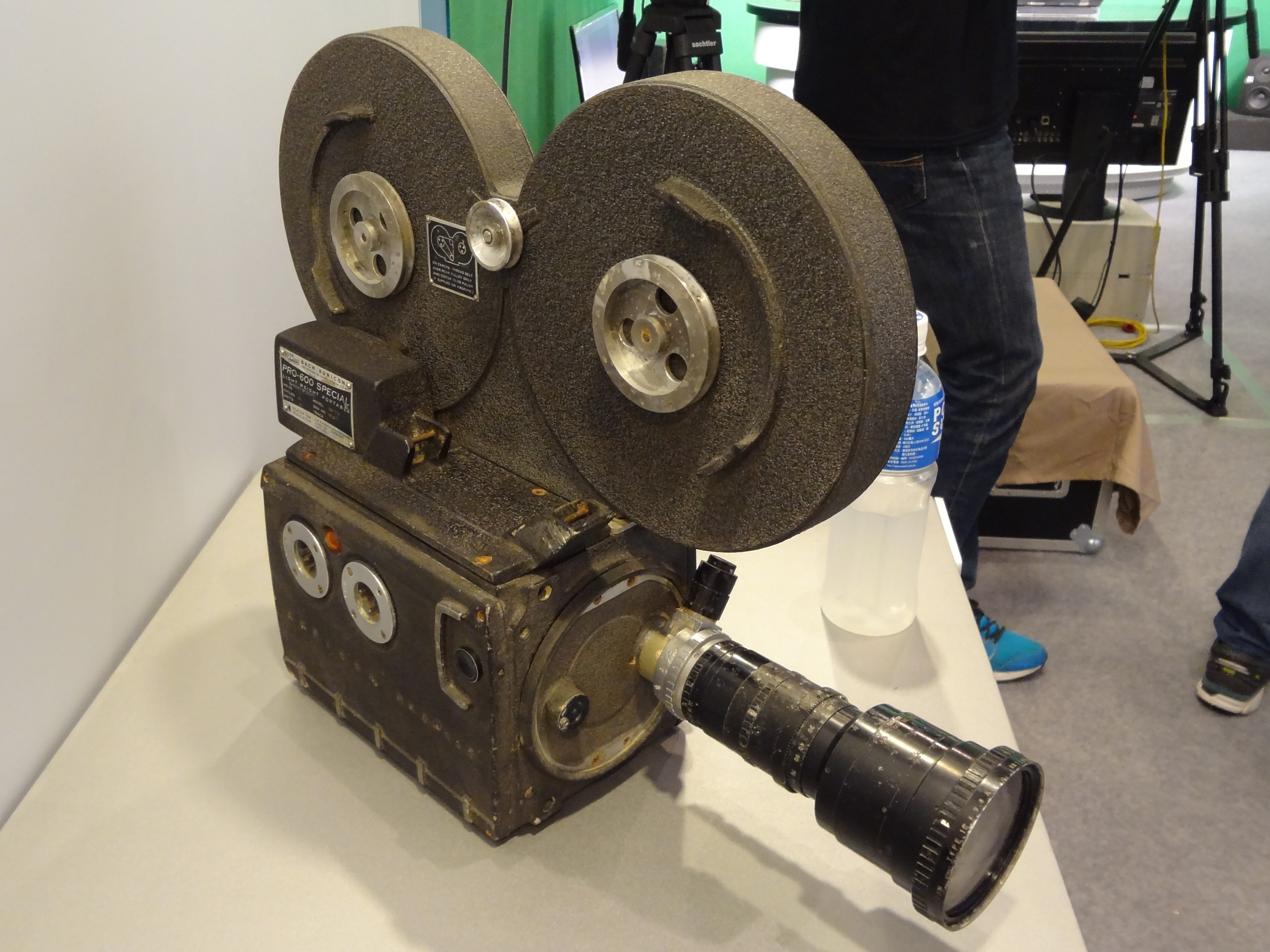
16-мм аппарат «Auricon» с двойной наружной кассетой
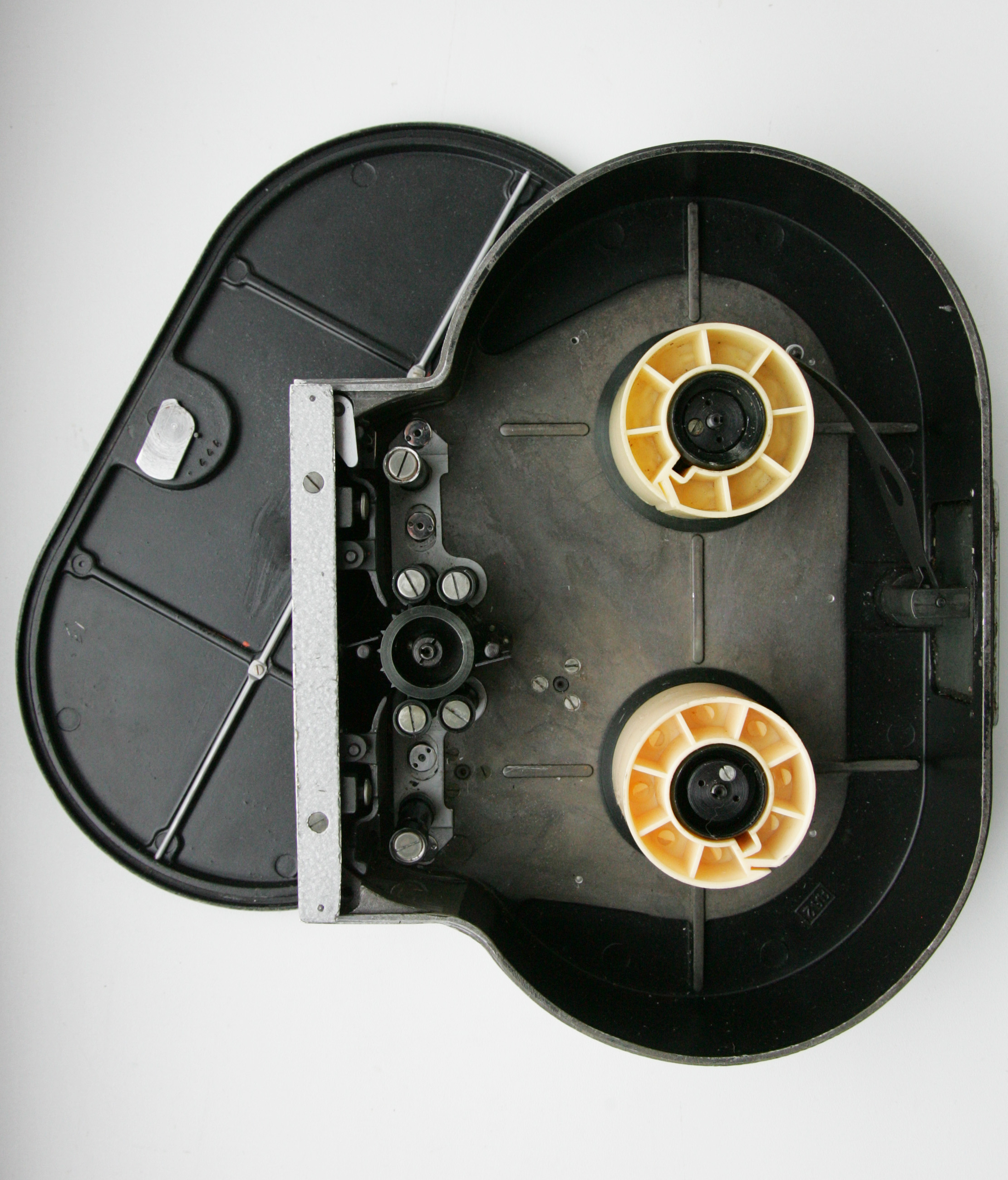
Полуторная наружная кассета камеры «Конвас-автомат»
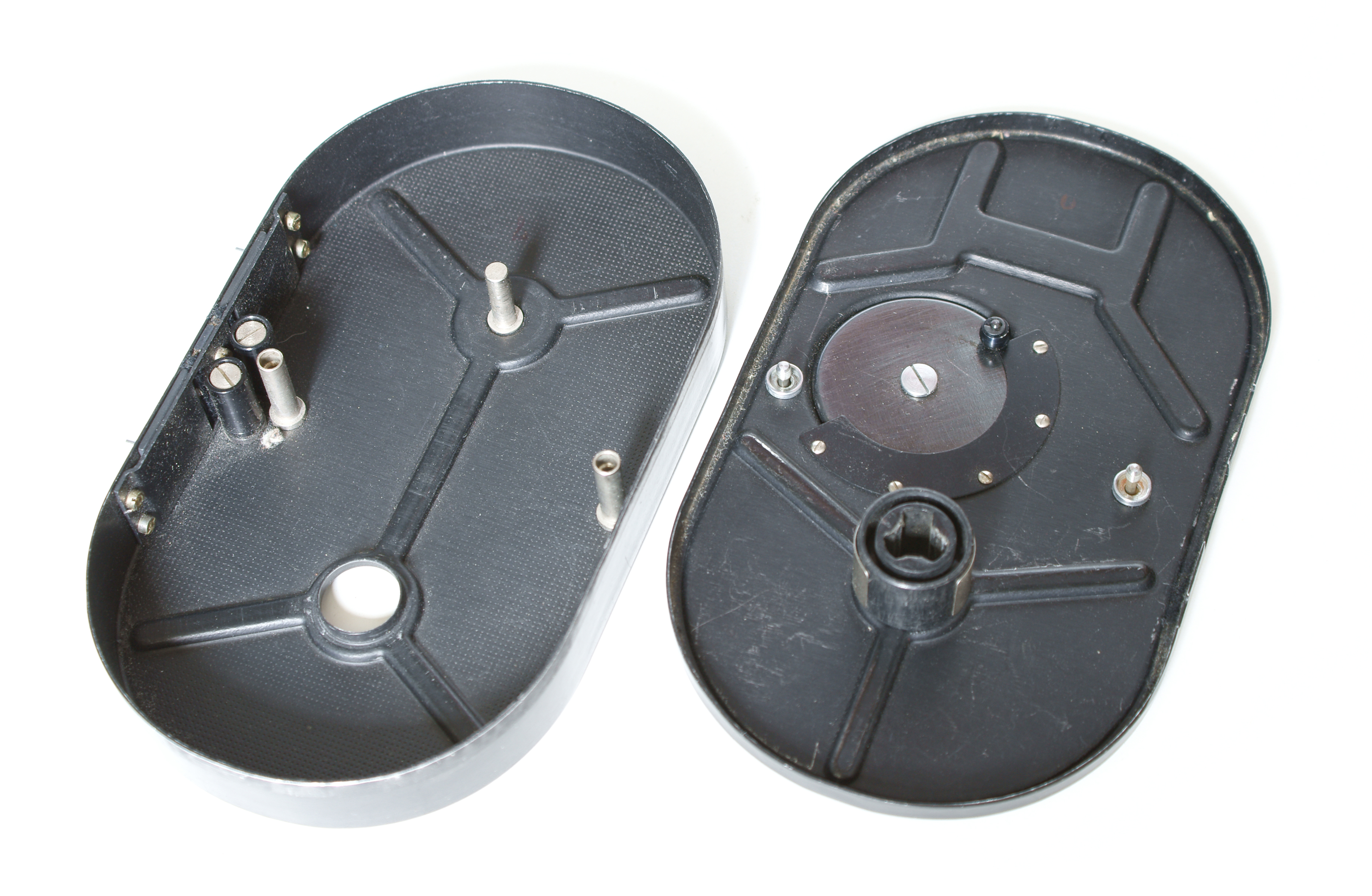
Полуторная внутренняя кассета камеры «Красногорск-2»
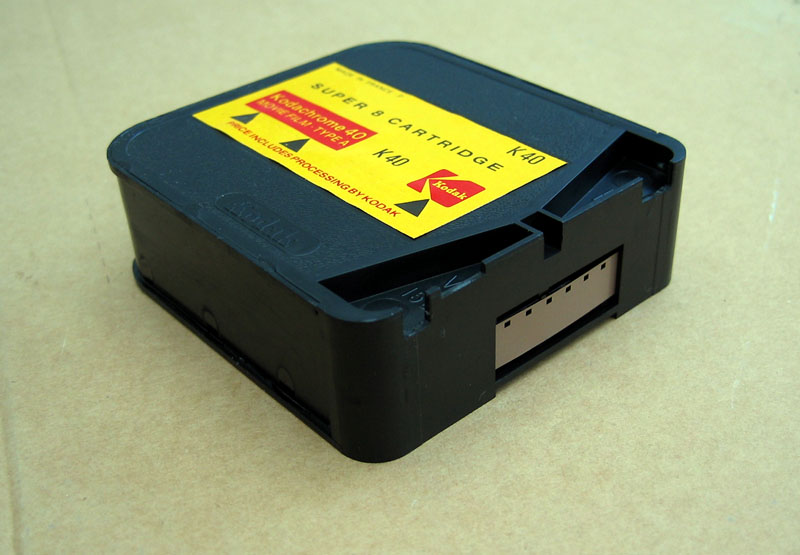
Коаксиальная быстросменная кассета «8 Супер»

Также кассеты бывают внутренними — устанавливаемыми внутри корпуса аппарата, и наружными, располагаемыми вне камеры.
В некоторых типах киносъёмочных аппаратов, например «Аймо», применялась бобинная зарядка, при которой в качестве кассеты использовались бобины, предохраняющие рулон от засветки с боков и допускающие зарядку камеры на свету.
Как отдельный тип можно выделить счетверённую кассету, применявшуюся на некоторых типах киносъёмочных аппаратов, позволявших производить комбинированные съёмки сразу на две киноплёнки «бипак», например, 1КСМ. Однако, такой тип кассет применялся крайне редко и может быть классифицирован, как сдвоенная двойная кассета.
В хроникальных киносъёмочных аппаратах часто применяются так называемые быстросменные кассеты магазинного типа. Они отличаются тем, что основная часть лентопротяжного тракта, кроме передних салазок фильмового канала и грейфера, размещается в каждой кассете. Это позволяет тратить на перезарядку 3—5 секунд, практически не прерывая съёмку.

## Устройство
Чтобы свет не проникал в кассету, когда она снята с аппарата, в её конструкции предусмотрены специальные устья, не препятствующие выходу киноплёнки, но предохраняющие от засветки. Часто в качестве защиты используются световые лабиринты. Подающий рулон кассет снабжается тормозным устройством, а приёмный — фрикционным наматывателем, обеспечивающим постоянное усилие для равномерной намотки. Некоторые типы кассет профессиональных киносъёмочных аппаратов оснащены наматывателем и тормозным устройством с отдельными электродвигателями для снижения шумности. Большинство кассет киносъёмочных аппаратов оснащаются простейшим счётчиком метража неэкспонированной киноплёнки, представляющим собой стрелочный индикатор, измеряющий диаметр подающего рулона. 
Кассеты характеризуются ёмкостью, определяющей количество киноплёнки, хранимой одновременно. Кассеты профессиональных киносъёмочных аппаратов, как правило, имеют ёмкость от 60 до 300 метров, не превышающую длину части фильма. Кассеты узкоплёночных 16-мм аппаратов рассчитаны на стандартные ролики 30 или 120 метров, но в отдельных классах устройств, например кинокопировальных аппаратах или кинорегистраторах видео, ёмкость может быть значительно больше. 
В операторской группе за зарядку и бесперебойную работу кассет отвечает 1-й ассистент оператора. При хроникально-документальных съемках эти обязанности часто выполняет сам кинооператор.